# Bingoal WB/2024
Deze pagina geeft een overzicht van de Bingoal WB-wielerploeg in 2024.

## Algemene gegevens
Sponsors: Bingoal
Teammanager: Christophe Brandt
Ploegleiders: Christophe Detilloux, Olivier Kaisen, Alessandro Spezialetti, Julien Stassen, Jean-Denis Vandenbroucke
Fietsmerk: De Rosa
Kleding: Vermarc

## Renners
| Naam                | Geboortedatum | Nationaliteit       | Ploeg 2023                  |
| ------------------- | ------------- | ------------------- | --------------------------- |
| Louis Blouwe        | 19-11-1999    | België              |                             |
| Luca De Meester     | 22-01-2000    | België              | Bingoal WB Development Team |
| Floris De Tier      | 20-01-1992    | België              |                             |
| Ceriel Desal        | 20-10-1999    | België              |                             |
| Louka Matthys       | 31-12-1999    | België              | CC Nogent-sur-Oise          |
| Johan Meens         | 07-07-1999    | België              |                             |
| Julian Mertens*     | 06-10-1997    | België              |                             |
| Davide Persico      | 01-04-2001    | Italië              | Team Colpack Ballan CSB     |
| Dimitri Peyskens    | 26-11-1991    | België              |                             |
| Tom Portsmouth      | 19-12-2001    | Verenigd Koninkrijk | Bingoal WB Development Team |
| Alexander Salby     | 04-06-1998    | Denemarken          |                             |
| Lennert Teugels     | 09-04-1993    | België              |                             |
| Marco Tizza         | 06-02-1992    | Italië              |                             |
| Luca Van Boven      | 06-01-2000    | België              |                             |
| Aaron Van Der Beken | 13-11-2000    | België              |                             |
| Kenneth Van Rooy    | 08-10-1993    | België              |                             |
| Nathan Vandepitte   | 30-03-2000    | Frankrijk           |                             |
| Jelle Vermoote      | 29-08-2001    | België              | Circus-ReUz-Technord        |
| Giacomo Villa       | 29-01-2002    | Italië              | Biesse-Carrera              |
| Loïc Vliegen        | 20-12-1993    | België              | Intermarché-Circus-Wanty    |
| Sasha Weemaes       | 09-02-1998    | België              | Human Powered Health        |

* tot 31/5

### Stagiairs
Per 1 augustus 2023
| Naam                | Geboortedatum | Nationaliteit | Vorige ploeg            |
| ------------------- | ------------- | ------------- | ----------------------- |
| Axandre Van Petegem | 13-01-2002    | België        | Lidl-Trek Future Racing |

### Vertrokken
| Naam                     | Geboortedatum | Nationaliteit | Ploeg 2024            |
| ------------------------ | ------------- | ------------- | --------------------- |
| Dorian De Maeght         | 13-08-1997    | België        | Gestopt               |
| Alexis Guerin            | 06-06-1992    | Frankrijk     | Philippe Wagner/Bazin |
| Karl Patrick Lauk        | 09-01-1997    | Estland       | ?                     |
| Matteo Malucelli         | 20-10-1993    | Italië        | JCL Team UKYO         |
| Rémy Mertz               | 17-07-1995    | België        | Gestopt               |
| Ludovic Robeet           | 22-05-1994    | België        | Cofidis               |
| Guillaume Van Keirsbulck | 14-02-1991    | België        | Gestopt               |

## Overwinningen
| ZLM Tour 5e etappe: Alexander Salby Ronde van het Qinghaimeer 6e etappe: Davide Persico |

Bingoal WB · Burgos-BH · Caja Rural-Seguros RGA · Equipo Kern Pharma · Euskaltel-Euskadi · Israel-Premier Tech · Lotto Dstny · Polti Kometa · Q36.5 Pro Cycling Team · TDT-Unibet Cycling Team · Team Corratec-Vini Fantini · Team Flanders-Baloise · Team Novo Nordisk · TotalEnergies · Tudor Pro Cycling Team · Uno-X Mobility · VF Group-Bardiani CSF-Faizanè
Mannen: 2011 · 2012 · 2013 · 2014 · 2015 · 2016 · 2017 · 2018 · 2019 · 2020 · 2021 · 2022 · 2023 · 2024 · 2025